# Non c'è posto per nascondersi
Non c'è posto per nascondersi (Nowhere to Hide) è un film per la televisione del 1977 diretto da Jack Starrett.
È un film poliziesco a sfondo drammatico statunitense con Lee Van Cleef e Tony Musante.

## Produzione
Il film fu diretto da Jack Starrett su una sceneggiatura di Edward Anhalt con il soggetto di Rift Fournier e dello stesso Anhalt, e prodotto da Anhalt e Fournier per la Mark Carliner Productions e la Viacom Enterprises.

## Distribuzione
Il film fu trasmesso negli Stati Uniti il 5 giugno 1977 con il titolo Nowhere to Hide sulla rete televisiva NBC. È stato distribuito anche con i titoli Fatal Chase e Scanlon.
Altre distribuzioni:
- in Germania Ovest nel settembre del 1986 (premiere home video, Die Spur des Skorpions)
- in Francia (Haute sécurité)
- in Canada (Le mouchard)
- in Finlandia (Mafian tappolistalla)
- in Italia (Non c'è posto per nascondersi)

## Critica
Secondo il Morandini "è un film TV di serie B".